# 程掌
程掌（1184年—1233年），字叔运，四川眉州丹棱人。
早年家贫，好周敦颐、二程及朱熹之書。嘉泰元年（1201年）取得贡生資格，當時魏了翁人在眉州，看到程掌的文章，很欣賞。绍定元年（1228年）策名类省试，次年中進士，授文林郎洋州观察推官。回靖州时，探訪了魏了翁。在洋州時，时值隆冬，奉令前往青城华阳犒师。後调任巴州教授，不久病逝。著有《云归鼓吹自由编》、《归田心画万物吐气编》。